# Rodney Durbach
Pour les articles homonymes, voir Durbach.
Rodney Durbach, né le 18 avril 1972 à Potchefstroom, est un joueur professionnel de squash représentant l'Afrique du Sud. Il atteint en septembre 2002 la 23e place mondiale sur le circuit international, son meilleur classement. Il est champion d'Afrique du Sud à trois reprises. À l'âge de 45 ans, il participe encore aux championnats du monde par équipe 2017 à Marseille.

## Palmarès

### Titres
- Championnats d'Afrique du Sud : 3 titres (1999, 2003, 2009)

### Finales
- Open de Pittsburgh : 1996
- Windy City Open : 1995